# Liriomyza yasumatsui
Liriomyza yasumatsui este o specie de muște din genul Liriomyza, familia Agromyzidae, descrisă de Mitsuhiro Sasakawa în anul 1972.
Este endemică în Taiwan. Conform Catalogue of Life specia Liriomyza yasumatsui nu are subspecii cunoscute.